# Ludo Loos
Pour les articles homonymes, voir Loos.
Ludo Loos, né le 13 janvier 1955 à Essen et mort le 1er mars 2019 à Brasschaat, est un coureur cycliste belge, professionnel de 1976 à 1986.
Il a participé à trois Tours de France. Sur l'édition 1980, il remporte une étape disputée entre Morzine à Prapoutel les Sept Laux, et termine deuxième du classement de la montagne et 18e du classement général. Durant la 4e étape du Tour d'Espagne 1985, il est victime d'une chute causée par un chien qui traverse la route.

## Palmarès
- 1973
  - 2e du championnat de Belgique de poursuite juniors
- 1978
  - 3e du Grand Prix du Midi libre
- 1980
  - 18e étape du Tour de France

## Résultats sur les grands tours

### Tour de France
3 participations :
- 1978 : abandon (15e étape)
- 1979 : abandon (3e étape)
- 1980 : 18e, vainqueur de la 18e étape

### Tour d'Espagne
5 participations :
- 1976 : 11e
- 1977 : 14e
- 1979 : 38e
- 1984 : 38e
- 1985 : abandon (4e étape)

### Tour d'Italie
2 participations :
- 1981 : abandon (19e étape)
- 1983 : 69e